# Romont (Vosges)
Romont é uma comuna francesa na região administrativa de Grande Leste, no departamento de Vosges. Estende-se por uma área de 19,26 km². Em 2010 a comuna tinha 389 habitantes (densidade: 20,2 hab./km²).